# Open Barranquilla 2012
L'Open Barranquilla 2012, noto anche come Seguros Bolívar Open Barranquilla per motivi di sponsorizzazione, è stato un torneo professionistico di tennis maschile giocato sulla terra rossa. È stata la 2ª edizione del torneo che fa parte dell'ATP Challenger Tour nell'ambito dell'ATP Challenger Tour 2012. Si è giocato a Barranquilla in Colombia dal 26 marzo al 1º aprile 2012.

## Partecipanti

### Teste di serie
| Nazionalità | Giocatore             | Ranking* | Testa di serie |
| ----------- | --------------------- | -------- | -------------- |
| Colombia    | Alejandro Falla       | 71       | 1              |
| Brasile     | João Souza            | 104      | 2              |
| Argentina   | Diego Junqueira       | 112      | 3              |
| Francia     | Éric Prodon           | 114      | 4              |
| Cile        | Paul Capdeville       | 119      | 5              |
| Spagna      | Rubén Ramírez Hidalgo | 121      | 5              |
| Argentina   | Horacio Zeballos      | 127      | 7              |
| Italia      | Matteo Viola          | 154      | 8              |

- Ranking al 19 marzo 2012.

### Altri partecipanti
Giocatori che hanno ricevuto una wild card:
- Alejandro Falla
- Robert Farah
- Nicolás Massú
- Matías Sborowitz

Giocatori passati dalle qualificazioni:
- Andrés Molteni
- Nicholas Monroe
- Pedro Sousa
- Simon Stadler

## Campioni

### Singolare
Alejandro Falla ha battuto in finale  Horacio Zeballos hanno battuto in finale 6–4, 6–1

### Doppio
Nicholas Monroe /  Maciek Sykut hanno battuto in finale  Marcel Felder /  Frank Moser con il punteggio di 2–6, 6–3, [10-5]